# Église Saint-Georges de Maizières
Pour les articles homonymes, voir Église de Maizières et Église Saint-Georges.
Église paroissiale du village de Maizières, dans le département de la Haute-Saône. Le bâtiment se dresse un peu à l'écart des principales rues du village. Il date des XVIIIe et XIXe siècles.

## Historique
L'église date du XVIIIe siècle. Son clocher est ajouté au XIXe siècle.
Elle fait l’objet d’une inscription au titre des monuments historiques depuis le 20 octobre 1971.

## Description
L'église est à simple nef, à laquelle on accède par un clocher-porche. L'église conserve deux statues du XVIIIe siècle, qui font l’objet d’une inscription au titre objet des monuments historiques depuis le 6 novembre 1974.